# Priscus (historien)
Pour les articles homonymes, voir Priscus.
Priscus (ou : Priscus Panoniensis, Priscus Panita), né à Panium (actuel village de Rumelifeneri, dans le district de Sarıyer à Istanbul), est un historien grec originaire de Thrace et un diplomate au service des empereurs d'Orient Théodose II (408-450) et Marcien (450-457).
Dans son œuvre historique, il fournit des informations sur la cour d'Attila où il est présent lors d'une mission diplomatique en 449.

## Biographie

### L'œuvre historique
Priscus est l'auteur d'un ouvrage d'histoire en huit livres (l'Histoire byzantine), probablement de l'avènement d'Attila à celui de Zénon (433-474). Seuls des fragments nous en sont parvenus, en grande partie préservés dans les Getica de Jordanès. La description d'Attila, de sa cour et de la réception des ambassadeurs romains est un aperçu précieux sur l'histoire de l'époque. Le style de Priscus est simple. Son impartialité et sa fidélité l'ont placé parmi les auteurs honorables de son temps.

### L'ambassade auprès d'Attila
En 449, il accompagne Maximin, ambassadeur de Theodosius II à la cour d'Attila.
Maximin et Priscus arrivent à la cour d’Attila à la fin de l’été 449. Leur relation de voyage situe le campement d’Attila à l’est de la Tisza, au nord du Temes et au sud du Körös, c'est-à-dire dans la région d'Arad, dans l'ouest de l'actuelle Roumanie. Ils découvrent une ville de tentes autour d’un promontoire où se dresse le palais royal construit en bois, entouré d’une haute palissade garnie de tours. Ils rencontrent Attila à plusieurs reprises, notamment au cours d’un banquet, qui révèle l’étiquette sévère de la cour, apprise par les Huns en Asie centrale ou au contact des Perses, mais d’une simplicité calculée. Priscus décrit Attila comme un homme sobre dans ses vêtements et son alimentation, sombre et superstitieux, mais fin diplomate et capable de jouer la comédie.
Priscus admire les palais en bois des Huns. Il note que le plancher du palais de l’épouse principale d’Attila, Arykan, est couvert de tapis sur lesquels « on pouvait marcher », et que Arykan offre du vin à ses invités. Priscus rencontre un marchand d'origine gréco-latine, ancien captif d’Onégèse, originaire de Viminacium en Mésie, qui vit à la mode scythe : il lui déclare préférer vivre en liberté parmi les Barbares que sous le joug de l’Empire.
On sait aussi qu'il participe à des missions en Arabie et en Égypte sous le règne de Marcien (450-457).

## Éditions récentes
- Priscus Panita, Excerpta et fragmenta, édition de Carolla Pia, Éditions W. De Gruyter, Berlin et New-York, 2008, 140 p. [ (ISBN 978-3-11-020138-3)][5]
- Prisci Panitae Fragmenta, édition de Fritz Bornman, Éditions Le Monnier, Florence, 1979, 207 p. [ (ISBN 88-00-85100-2)]. Texte grec (passages en latin) et traduction en italien[6].